# Psiloglonium compactum
Psiloglonium compactum är en svampart som först beskrevs av H. Kern, och fick sitt nu gällande namn av E. Boehm, C.L. Schoch & Spatafora 2009. Psiloglonium compactum ingår i släktet Psiloglonium och familjen Hysteriaceae.   Inga underarter finns listade i Catalogue of Life.